# سیارک ۲۱۷۵۱
سیارک ۲۱۷۵۱ (به انگلیسی: 21751 Jennytaylor، نامگذاری:1999RT176) بیست و یک هزار و هفتصد و پنجاه و یکمین سیارک کشف شده‌است که در ۹ سپتامبر ۱۹۹۹ کشف شد.
قدر مطلق سیارک برابر ۱۲.۹ است.